# Идомоидные языки
Идомоидные языки (англ. Idomoid languages) — ветвь языков бенуэ-конголезской семьи нигеро-конголезской макросемьи.

## Классификация
Классификация:
Идомоидные
- яче
- акпа
- аквейя
  - элойи
  - игеде
  - идома-этуло
    - этуло
    - идома
      - идома
      - агату
      - алаго
      - яла